# Crista Cullen
Chay Crista Kerio Cullen MBE (ur. 20 sierpnia 1985 w Bostonie) – brytyjska hokeistka na trawie, grająca na pozycji obrończyni.
Choć urodziła się w hrabstwie Lincolnshire, dzieciństwo spędziła w Kenii, gdzie do dziś żyje jej rodzina. Na Wyspy przeprowadziła się w wieku 12 lat, aby uczęszczać do Oakham School w Rutland.
Karierę reprezentacyjną rozpoczęła w 2003 roku. W latach 2005–2011 czterokrotnie stawała na najniższym stopniu podium mistrzostw Europy, a w roku 2010 została wicemistrzynią świata. Trzykrotnie startowała w barwach Wielkiej Brytanii na igrzyskach olimpijskich – zajęła 6. miejsce w Pekinie, brąz w Londynie, gdzie z pięcioma bramkami była królową strzelczyń, a także złoto w Rio de Janeiro. Specjalnie na ten ostatni turniej wznowiła zawieszoną po igrzyskach przed własną publicznością karierę sportową, a w finale strzeliła jedną z trzech bramek dla Brytyjek.
W latach 2006, 2007 i 2010 była nominowana do Światowej Drużyny Gwiazd. Uzyskiwała też nominację do tytułu zawodniczki roku FIH – w 2006 i 2008 w kategorii młodzieżowej, a w 2012 w głównej kategorii.